# 德化林街
德化林街是加拿大安大略省多倫多、旺市及皇帝鎮的一條南北向主要街道。該街道始於國家展覽中心，向北延伸至多倫多北部邊界士刁士路，此後路段有一些間斷，最終進入旺市，成為約克53號區道。該街道以第一代達費林和阿瓦侯爵費德歷·咸美頓-坦普爾-布力活命名，其於1872至1878年間擔任加拿大總督。2003及2007年，加拿大汽車聯會根據調查結果兩次將該道路列為「安大略省最差的20條道路」之一。

## 路線概述

### 國家展覽中心至皇后街
德化林街的南端是國家展覽中心入口，這裡舉辦一年一度的加拿大國家展覽會。兩座橋樑將國家展覽中心與北面的德化林街連接起來。
在國家展覽中心以北，德化林街的東側以自由村的工業或過渡性工業住宅及商業建築為主，其中有幾座舊工廠被改造成的閣樓式公寓。西側主要是單戶住宅，皇帝街以南有一棟公寓樓。西邊的社區為柏杜，主要開發於1900年之前。

### 皇后街至艾靈頓路
皇后西街以北，德化林街兩側主要是住宅區，大型的德化林商場位於德化林街西側、布魯亞街以南。這是德化林高馬場的舊址。德化林商場的對面是德化林高城市公園。從皇后街向北到書院街是「小葡萄牙」。書院街以北、德化林街以西是博頓村，東邊是德化林高社區，以德化林街東側的公園命名。地鐵德化林站位於的德化林街夾布魯亞街處。
從布魯亞街到德文璞道，德化林街兩旁都是20年代至二戰後建造的房屋。濱岸購物中心位於德化林街西側、杜邦街（Dupont Street）南側。這段德化林街以西的社區為華萊士·愛默生區，而以東則被稱為道化閣公園。德文璞道以北，德化林街升上前易洛魁湖岸線懸崖。在懸崖以北，艾靈頓西路以北的街道兩側仍然是住宅區。在羅渣士道（Rogers Road）與艾靈頓西路之間，德化林街穿過兩個陡峭的峽谷。

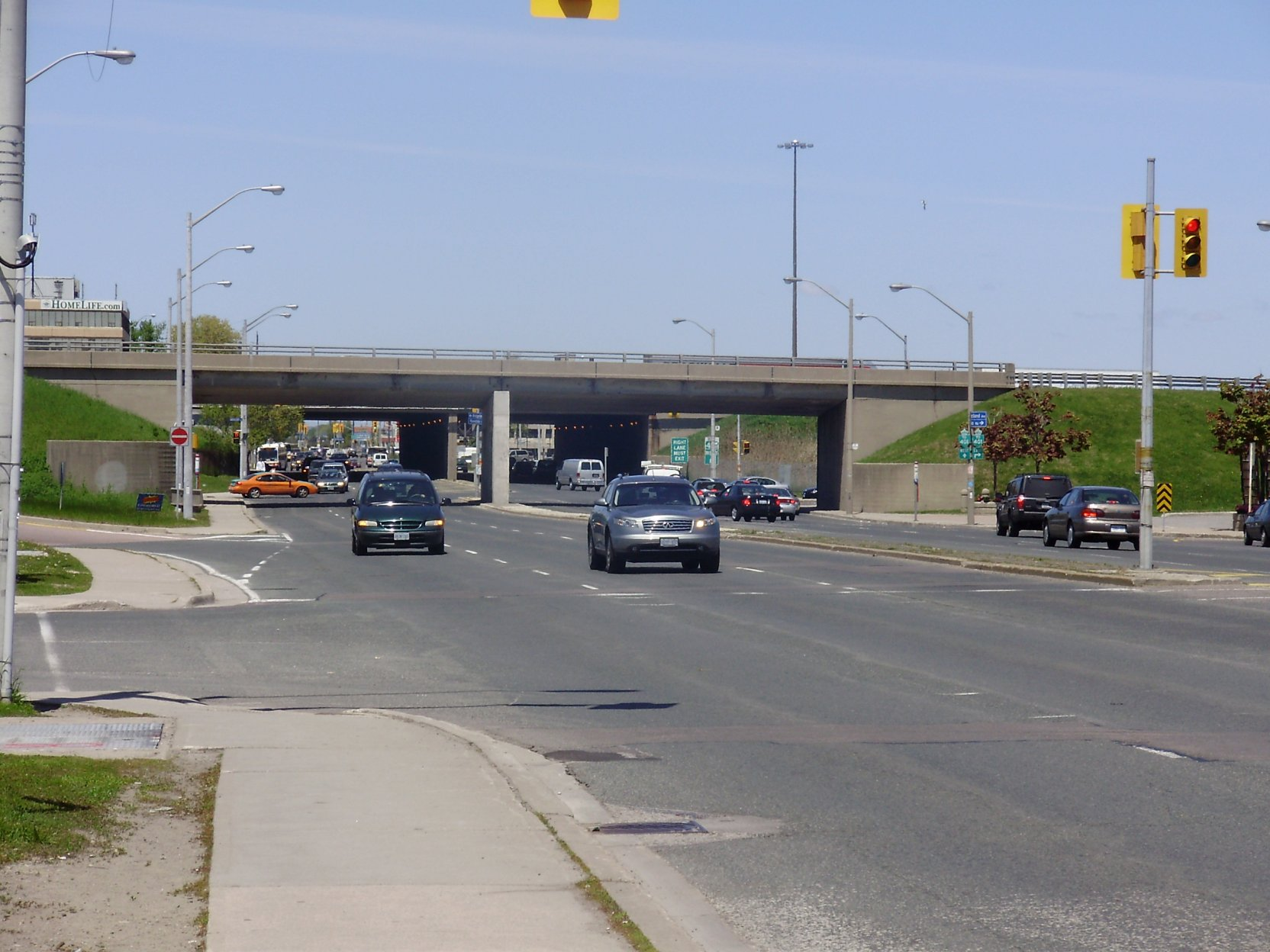
401號省道附近的德化林街，有八車道寬

### 艾靈頓路至衛信路
在艾靈頓路以北，德化林街成為一條六車道的主幹道，穿過北約克的工業級低密度商業用地。約杜購物中心位於德化林街夾401號省道處。從艾靈頓路到約克區的德化林街路段原為旺道。

### 雪柏路以北
在衛信路以北，德化林街被登士維機場及艾倫道隔斷，後者為雪柏路以北的甘納德路（Kennard Avenue；原為衛信嶺道）以北的德化林街提供交通。
德化林街的一處斷裂路段與艾倫道平行，位於艾倫路道延伸段以南一個街區以東，即由雪柏路至甘納德路。該路段是一條住宅街道，終止於甘納德路南邊的一條盡頭路。衛信路以北的德化林街全長210（690英尺），直至嘉芙蓮街（Katherine Street），並延伸為Beffort Road/Hanover Road。

### 士刁士路以北
德化林街繼續向士刁士路以北延伸，進入旺市。7號省道及朗斯達夫道以北的路段是一條六車道主幹道，指定為約克53號區道。在該路段以北，德化林街縮窄為四車道，然後在麥健時少校徑以北兩個街區縮窄為兩車道。在Lloydtown／Aurora Road（約克16號區道）／18th Sideroad（約克26號區道）以北，由皇帝鎮維護。街道在於爹核士徑（Davis Drive；約克31號區道）轉向後，終結於荷蘭沼澤地的嘉咸橫道（Graham Sideroad）以北。

## 意大利裔社區

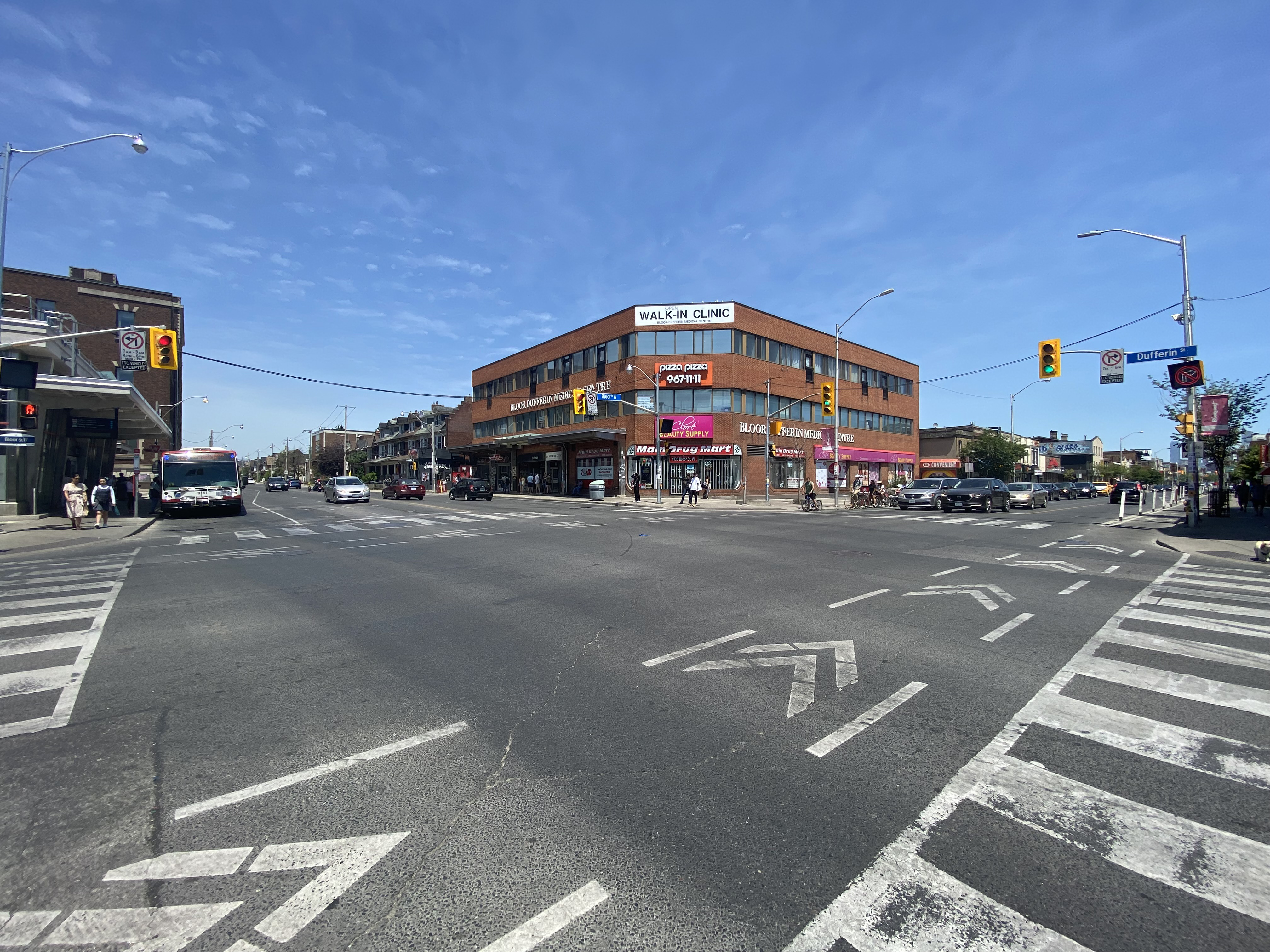
德化林街夾布魯亞街，攝於2022年

德化林街長期以來一直是多倫多意大利社區的重要道路。1890年代，德化林街夾德文璞道周圍形成了意大利裔社區，稱為「小意大利」。20世紀50年代，來自書院街夾Grace Street附近的意大利裔加拿大人沿德化林街向西北遷移至聖卡拉路，亦有來自意大利的移民浪潮加入。到了20世紀60年代，德化林街夾聖卡拉路處（稱為意大利大街）已取代書院街夾Grace Street的小意大利，成為多倫多意大利裔社區最大的中心。在多倫多及旺市的大部分郊區街道上，也有大量的意大利裔加拿大人。

## 外部連結
Google Maps of Dufferin Street
- North of Sheppard Avenue （页面存档备份，存于）
- South of Wilson Avenue （页面存档备份，存于）